# 신비한 동물 사전
《신비한 동물 사전》(영어: Fantastic Beasts & Where to Find Them, 판타스틱 비스츠 앤드 웨어 투 파인드 뎀)은 2001년에 발간된 영국의 작가 J. K. 롤링(가상의 저자 '뉴트 스캐맨더'의 가명으로 발간)이 지은 책이다. 해리 포터와 같은 세계관에 존재하는 마법 동물들을 다루고 있다. 이것은 해리 포터와 마법사의 돌, 해리 포터 시리즈의 첫 소설에서 언급되는 동명의 책으로 호그와트 마법학교에서 학생들이 배우는 동명 교과서에 나오는 마법의 동물들에 대한 이야기를 담고 있다. 표지에 표시 되지 않은 롤링의 이름은 작품에서의 가상의 저자인 "뉴트 스캐맨더"라는 가명으로 표시 되었다.
책은 영국의 자선 단체인 코믹 릴리프에 기부된다. 이 책과 같이 발매된 《퀴디치의 역사》와 함께 판매된 각 책의 표지 가격의 80% 이상이 세계 여러 곳에서 가난한 아이들에게 직접 전해지는 것으로 알려졌다.
대한민국에서는 문학수첩 리틀북스에서 최인자에 의해 번역되어 출간되었다.

## 신비한 책
《신비한 동물 사전》은 《해리 포터》 시리즈의 마법 세계의 모든 신비한 동물들을 다룬 백과사전으로, 동물학자 뉴트 스캐맨더가 저술하였다. 더그보그, 애크로맨투라, 히포그리프와 같이 머글 세계에서는 볼 수 없는 많은 희귀하고 신비한 동물들에 대한 상세한 설명과 함께 취급 방법 등이 적혀 있어 많은 마법사들과 동물학자들의 전범이 되었다.
책에 실려 있는 알버스 덤블도어의 추천사에 의하면, 이 책은 호그와트의 공인 교과서로 사용되어 왔으며, 코믹 릴리프를 후원하기 위해 해리 포터가 사용하던 교과서를 그대로 복사하여 머글 세계에 보급한 것이라고 한다.

## 등장하는 동물들
이 책 속에 소개 된 동물 목록:
| - 애크로맨투라(Acromantula) - 애쉬와인더(Ashwinder) - 어거레이(Augurey) - 바실리스크(Basilisk) - 빌리위그(Billywig) - 보우트러클(Bowtruckle) - 번디먼(Bundimun) - 켄타우로스(Centaur) - 키메라(Chimaera) - 치즈퍼플(Chizpurfle) - 클래버트(Clabbert) - 크럽(Crup) - 데미가이즈(Demiguise) - 디리코울(Diricawl) - 독시(Doxy) | - 드래곤(Dragon) - 오스트레일리아 오팔아이(Antipodean Opaleye) - 차이니즈 파이어볼(Chinese Fireball) - 웨일스 그린(Common Welsh Green) - 헤브리디스 블랙(Hebridean Black) - 헝가리 혼테일(Hungarian Horntail) - 노르웨이 리지백(Norwegian Ridgeback) - 페루 바이퍼투스(Peruvian Vipertooth) - 루마니아 롱혼(Romanian Longhorn) - 스웨덴 쇼트 스나우트(Swedish Short-Snout) - 우크라이나 아이론벨리(Ukrainian Ironbelly) | - 더그보그(Dugbog) - 어클링(Erkling) - 에럼펀트(Erumpent) - 요정(Fairy) - 파이어 크랩(Fire Crab) - 플로버웜(Flobberworm) - 프우퍼(Fwooper) - 고울(Ghoul) - 그럼범블(Glumbumble) - 땅신령(Gnome) - 그라니안(Granian) - 그리핀(Griffin) - 그라인딜로우(Grindylow) - 히포캠퍼스(Hippocampus) - 히포그리프(Hippogriff) | - 호클럼프(Horklump) - 임프(Imp) - 자베이(Jarvey) - 자버크놀(Jobberknoll) - 카파(Kappa) - 켈피(Kelpie) - 크날(Knarl) - 크니즐(Kneazle) - 레프러칸(Leprechaun) - 레시폴드(Lethifold) - 로바러그(Lobalug) - 맥클리드 말라클로우(Mackled Malaclaw) - 맨티코어(Manticore) - 인어(Merpeople) - 모크(Moke) | - 문카프(Mooncalf) - 머트랩(Murtlap) - 니플러(Niffler) - 녹테일(Noctail) - 눈두(Nundu) - 오캐미(Occamy) - 불사조(Phoenix) - 픽시(Pixie) - 플림피(Plimpy) - 포그레빈(Pogrebin) - 폴락(Porlock) - 퍼프스캔(Puffskein) - 퀸타페드(Quintaped) - 라모라(Ramora) - 레드 캡(Red Cap) | - 리 엠(Re'em) - 런에스푸어(Runespoor) - 살라맨더(Salamander) - 바다뱀(Sea Serpent) - 쉬레이크(Shrake) - 스니젯(Snidget) - 스핑크스(Sphinx - 스트릴러(Streeler) - 테보(Tebo) - 트롤(Troll) - 유니콘(Unicorn) - 늑대인간(Werewolf) - 날개달린 말(Winged Horse) - 예티(Yeti) - 조우우(JO OO) |

## 관련 도서
스콜라스틱 에디션
페이퍼백: ISBN 0-439-29501-7
양장본 박스 세트: ISBN 0-439-32162-X (포함한 신비한 동물 사전과 퀴디치의 역사)
페이퍼백 박스 세트: ISBN 0-439-28403-1
블룸즈버리 에디션
페이퍼백: ISBN 0-7475-5466-8
세이지브러쉬 리바운드 에디션
스쿨 & 라이브러리 에디션: ISBN 0-613-32541-9

## 추가 도서
- 뉴트 스캐맨더. 신비한 동물사전"(Fantastic Beasts & Where to Find Them). 뉴욕, NY: 아서 A. 리바인 북스, 2001년. 발간. ISBN 0-439-32160-3

## 영화 제작
2013년 9월 12일, 워너 브라더스는 롤링에 쓴 이 책에 영감을 받아 새로운 영화 3부작을 제작하는 것을 발표하였다. 롤링은 시나리오 각본에 첫 도전을 하는 것으로 워너 브라더스는 아이디어를 제안 후 그녀는 영화에 대한 계획을 내놓았다. 줄거리는 해리 포터 이야기의 70년 전 뉴욕을 배경으로 '뉴트 스캐맨더'의 모험담을 그리고 있다.
영화는 3부작으로 제작 되어 첫 번째 편은 2016년 11월 18일에 두 번째 편은 2018년 11월 16일에 세 번째 편은 2020년 11월 20일에 개봉 된다고 발표하였다. 그러나, 2016년 롤링은 당초 3부작에서 두 편을 더해 총 5부작의 영화로 만들어진다고 직접 밝혔다.